# Chiến tranh Lạnh Ả Rập
Chiến tranh Lạnh Ả Rập (tiếng Ả Rập:الحرب العربية الباردة al-Harb al-`Arabbiyah al-bārdah) là một loạt các cuộc xung đột trong thế giới Ả Rập xảy ra như một phần của Chiến tranh Lạnh rộng lớn hơn, khoảng thời gian, cuộc cách mạng Ai Cập năm 1952. Đưa Tổng thống Gamal Abdel Nasser lên nắm quyền ở đó, và giai đoạn sau khi ông qua đời năm 1970.
Một bên là các nước cộng hòa mới được thành lập, dẫn đầu là Ai Cập của Nasser, và một bên là các chế độ quân chủ truyền thống do vua Faisal của Ả Rập Saudi lãnh đạo. Nasser đã coi chủ nghĩa dân tộc thế tục và chủ nghĩa xã hội Ả Rập là một phản ứng hiện đại, chống chủ nghĩa đế quốc đối với chủ nghĩa Hồi giáo và chủ nghĩa cho thuê của các chế độ quân chủ, cũng như sự đồng lõa nhận thức của họ về phương Tây trong khu vực. Ông cũng tự coi mình là người bảo vệ hàng đầu cho danh dự của người Ả Rập và người Palestine chống lại sự sỉ nhục do sự sáng tạo của Israel mang lại. Dần dần, cái gọi là chủ nghĩa Nasser đã giành được sự ủng hộ của các tổng thống Ả Rập khác khi họ thay thế các chế độ quân chủ ở nước họ, đặc biệt là ở Syria, Iraq, Libya, Bắc Yemen và Sudan. Một số nỗ lực để hợp nhất các trạng thái này trong các cấu hình khác nhau đã được thực hiện, nhưng cuối cùng đều thất bại.
Đổi lại, các chế độ quân chủ, cụ thể là Ả Rập Saudi, Jordan, Morocco và các quốc gia vùng Vịnh, đã xích lại gần nhau hơn khi họ tìm cách chống lại ảnh hưởng của Nasser thông qua nhiều phương tiện trực tiếp và gián tiếp.
Thành ngữ "Chiến tranh lạnh Ả Rập" được đặt ra bởi nhà khoa học chính trị người Mỹ và học giả Trung Đông Malcolm H. Kerr, trong cuốn sách năm 1969 của ông về tiêu đề đó, và các phiên bản tiếp theo. Mặc dù có biệt danh, tuy nhiên, Chiến tranh Lạnh Ả Rập không phải là một cuộc đụng độ giữa các hệ thống kinh tế tư bản và cộng sản. Điều gắn liền với cuộc xung đột rộng lớn hơn giữa Hoa Kỳ và Liên Xô là Hoa Kỳ ủng hộ các chế độ quân chủ do Saudi dẫn đầu, trong khi Liên Xô ủng hộ các nước cộng hòa Nasserist, mặc dù về lý thuyết, hầu hết các quốc gia Ả Rập đều là một phần của Non- Phong trào sắp xếp, và các nước cộng hòa xã hội chủ nghĩa trên danh nghĩa đã nhẫn tâm đàn áp các đảng cộng sản của chính họ.
Đến thập niên 1970, khi Nasser chết, Liên Xô không thể theo kịp Mỹ trong việc hỗ trợ các đồng minh Ả Rập, thất bại liên tục đánh bại Israel và sự trỗi dậy của Iran như một thế lực thù địch với nhiều lợi ích của Ả Rập, Chiến tranh Lạnh Ả Rập được coi là đã kết thúc.